# 熊溪 (阿拉巴马州)
熊溪（英文：Bear Creek），是美国阿拉巴马州下属的一座城市。面积约为13.63平方英里（约合35.3平方公里）。根据2010年美国人口普查，该市有人口1,070人，人口密度为78.51/平方英里（约合30.31/平方公里）。